# Five Guys

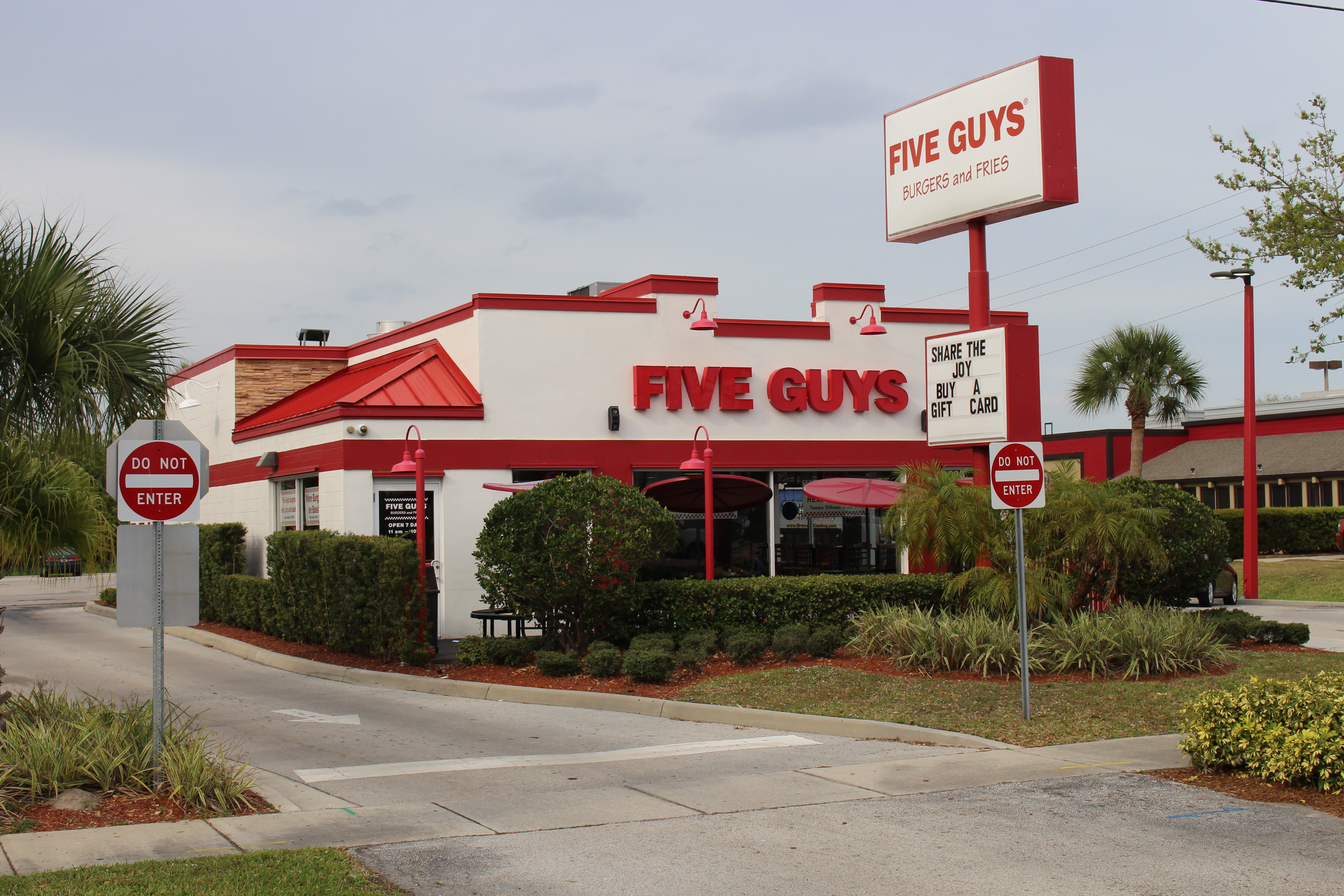
Ristorante Five Guys

Paesi in cui è presente Five Guys

Five Guys o Five Guys Burgers and Fries è una catena di ristoranti fast food statunitense che si focalizza sugli hamburger, hot dog e patatine fritte con sede a Lorton (Contea di Fairfax) Il primo ristorante Five Guys ha aperto nel 1986 nella contea di Arlington, e dal 2001, la catena si è estesa in altri 5 posti nell'area metropolitana di Washington.

## Storia
Five Guys è stata fondata nel 1986 da Janie e Jerry Murrell; Jerry e i figli della coppia, Jim, Matt, Chad e Ben, erano i "Five Guys" originali. I Murrell ebbero un quinto figlio, Tyler, due anni dopo. Oggi sono coinvolti tutti e cinque i figli, gli attuali "Five Guys": Matt e Jim viaggiano nel Paese visitando i negozi, Chad supervisiona la formazione, Ben seleziona i franchisee e Tyler gestisce la panetteria. I primi Five Guys erano nel centro commerciale Westmont di Arlington. I panini venivano cotti nello stesso centro dal Brenner's Bakery.

### Five Guys in Italia
Nel 2018, in Corso Vittorio Emanuele II a Milano, è stato aperto il primo ristorante in Italia, e nel 2021 ha aperto il primo punto vendita di Roma presso la stazione di Roma Termini. Nel 2024 espande la sua presenza anche in Toscana con due ristoranti: il primo, aperto a gennaio presso il centro commerciale "I Gigli" a Campi Bisenzio e il secondo, aperto a maggio presso la stazione di Santa Maria Novella di Firenze.
Sempre a maggio 2024 apre anche il primo punto vendita in Veneto all'interno della Caserma Ederle di Vicenza, tuttavia l'accesso è riservato solo al personale della base e ai visitatori autorizzati. Nel corso del 2025 è prevista l’apertura di un secondo punto vendita a Venezia, presso la Stazione di Venezia Santa Lucia

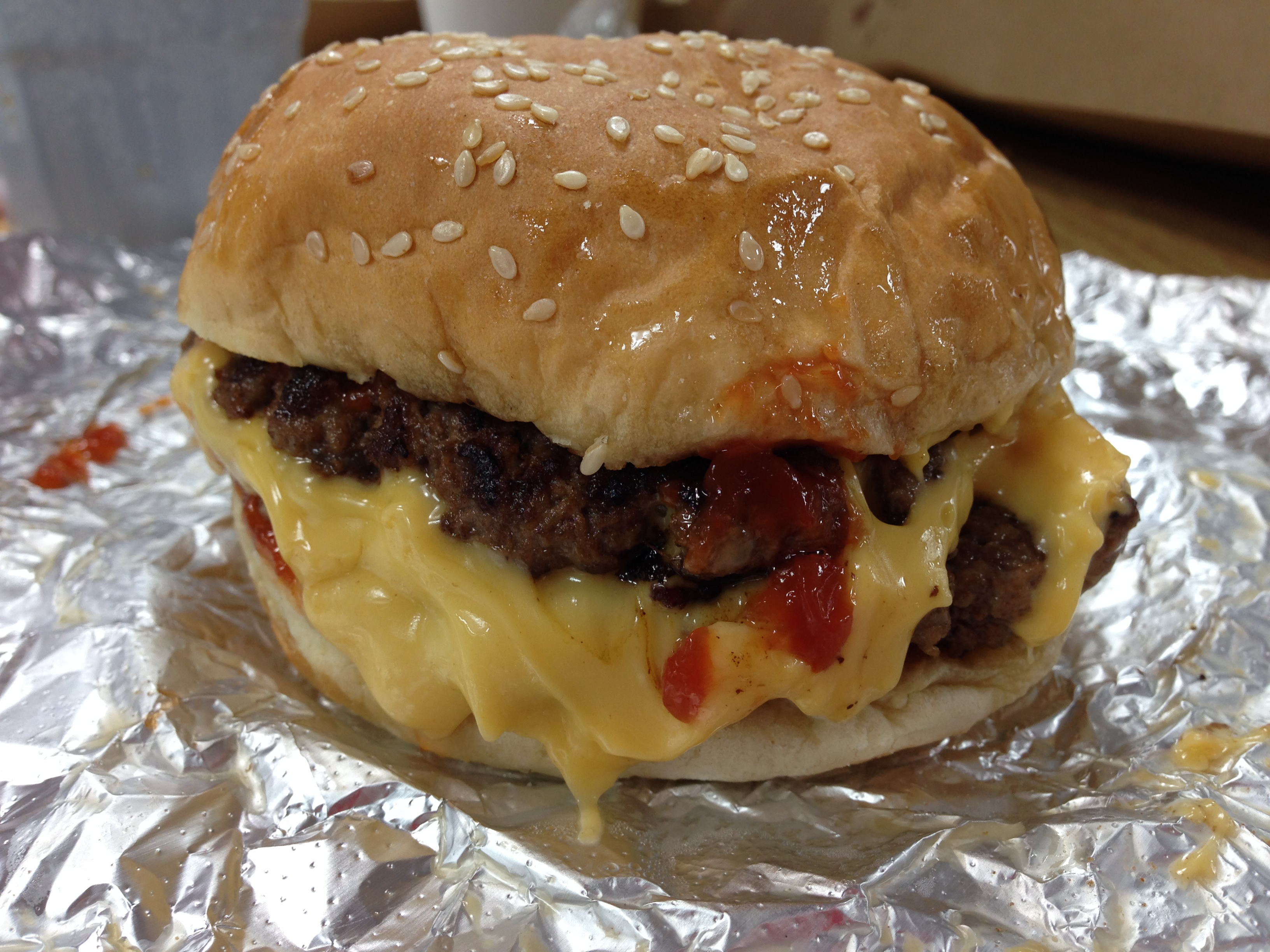
Hamburger Five Guys

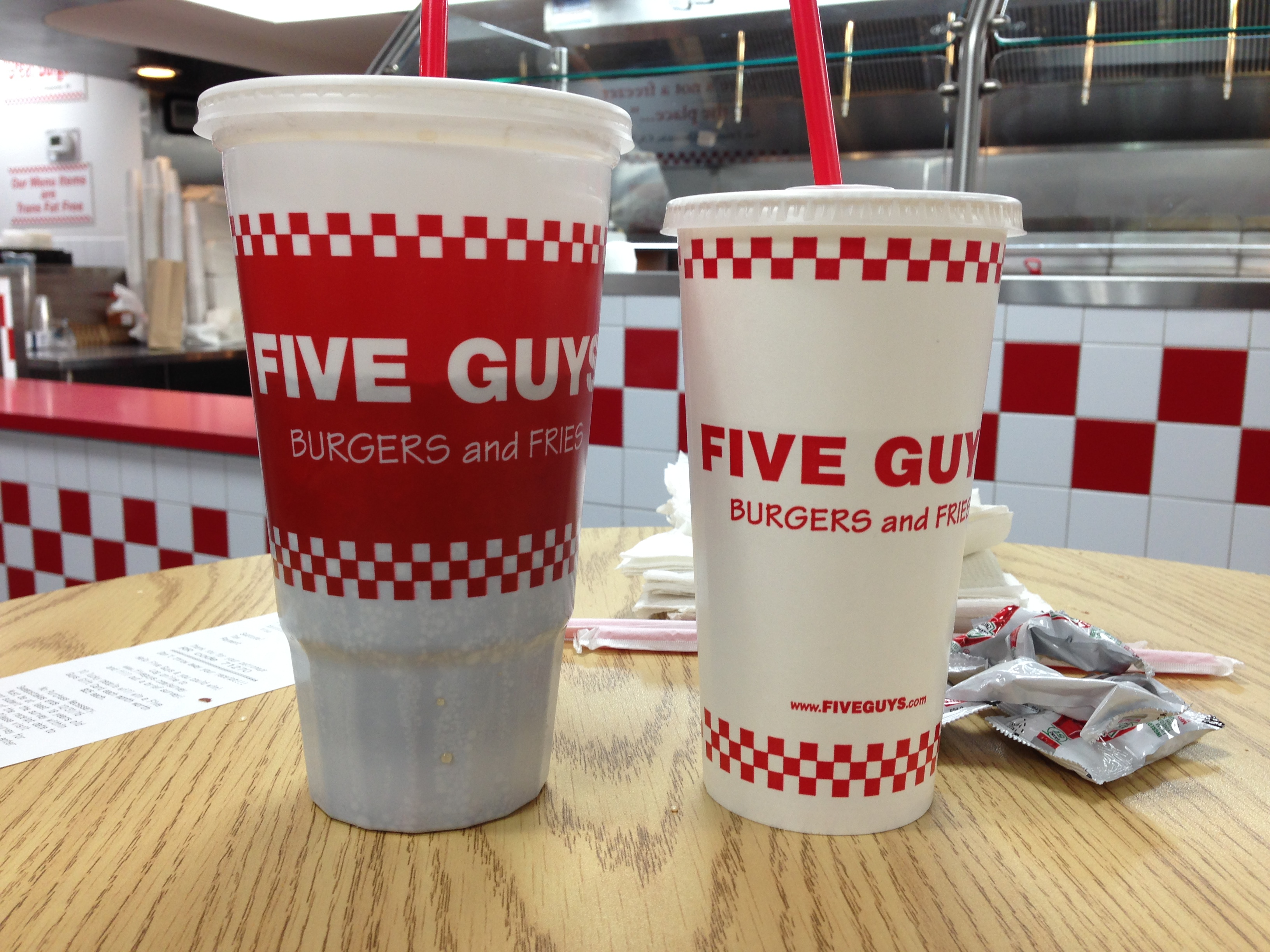
Bicchieri con marchio della catena Five Guys